# Slums Attack (album)
Slums Attack – pierwszy album polskiej grupy hip-hopowej Slums Attack. Wydany 5 września 1996 przez firmę PH Kopalnia na kasetach magnetofonowych, oraz w niewielkim nakładzie na płytach CD, nagrania na wydawnictwie były stylizowane na amerykański nurt gangsta rap.
30 września 2016 nakładem wytwórni Fonografika ukazała się reedycja albumu wzbogacona o dodatkowy nośnik CD zawierająca utwory zespołu z 1995 roku zatytułowane Demo Studio Czad, grafika okładki została odrestaurowana, a nagrania zostały poddane remasteringowi.

## Lista utworów
Opracowano na podstawie materiału źródłowego.
Strona A „Kid – Side”
1. „Intro” – 1:04
2. „997” – 6:45
3. „Slums Attack” – 2:21
4. „Śmierć” – 4:18
5. „Przemoc” – 5:18
6. „Od idylli do nieszczęścia” – 3:35
7. „Staszica Story” – 3:36

Strona B „Iceman – Side”
1. „Żywot mego brata” – 4:43
2. „Bronx” – 3:49
3. „Materialna dziwka” – 3:14
4. „Z pamiętnika ulicznika” – 4:33
5. „Rap, Sex & Drugz” – 3:57
6. „Gówniana sytuacja” – 4:51
7. „Outro (Slums Attack Part 2)” – 1:06